# Leonardo Durán
Leonardo Durán (Sajoma, San José de las Matas, 1957-Santo Domingo, 24 de diciembre de 2022) fue un dibujante, grabador y educador dominicano.

## Biografía
Leonardo Durán nació en 1957. Estudió en la Escuela Nacional de Bellas Artes, donde se graduó de profesor de dibujo. Hizo sus especialidades en xilografía con la grabadora uruguaya Leonida González, y la de grabado en metal con la artista y profesora dominicana de grabado Rosa Tavárez. Luego estudió litografía con el grabador dominicano Miki Vicioso. Leonardo Durán pertenecía al colectivo artístico Generación 80's.

## Exposiciones individuales
- 2008: Pasión Gráfica. Sala de Arte Ramón Oviedo del Ministerio de Cultura. Santo Domingo. República Dominicana.[2]
- 2008: Tocar un cuerpo. Fundación Global Democracia y Desarrollo (Funglode). Santo Domingo. República Dominicana.[4]

## Exposiciones colectivas
- 2011: Magia de Papel. Museo de Arte Moderno. Santo Domingo. República Dominicana.[5]
- 2018: De Estampa a Estampa. Centro Cultural  Banreservas. Santo Domingo. República Dominicana.[6]
- 2019: Celebración gráfica a la cuentista de Juan Bosch.Capilla de los Remedios. Santo Domingo.[7]

## Distinciones y premios
- 1989: Premio de grabado, Escuela de Artes Plástica de San Juan, Puerto Rico
- 1992: XVI Concurso de Arte E. León Jimenes, Mención de Honor
- 1993: Mención de Dibujo, Galaría Arawak y Museo de Arte Moderno de Santo Domingo
- XXIV Bienal Nacional de Artes Visuales: Obra seleccionada, "La Diablona"
- 2021: Premio de grabado XIX Bienal Nacional de Artes Visuales, obra "Yo, Adán"[8]